# James Earle Fraser (Bildhauer)
James Earle Fraser (* 4. November 1876 in Winona, Minnesota; † 11. Oktober 1953 in Westport, Connecticut) war ein US-amerikanischer Bildhauer und Medailleur.

## Leben und Wirken

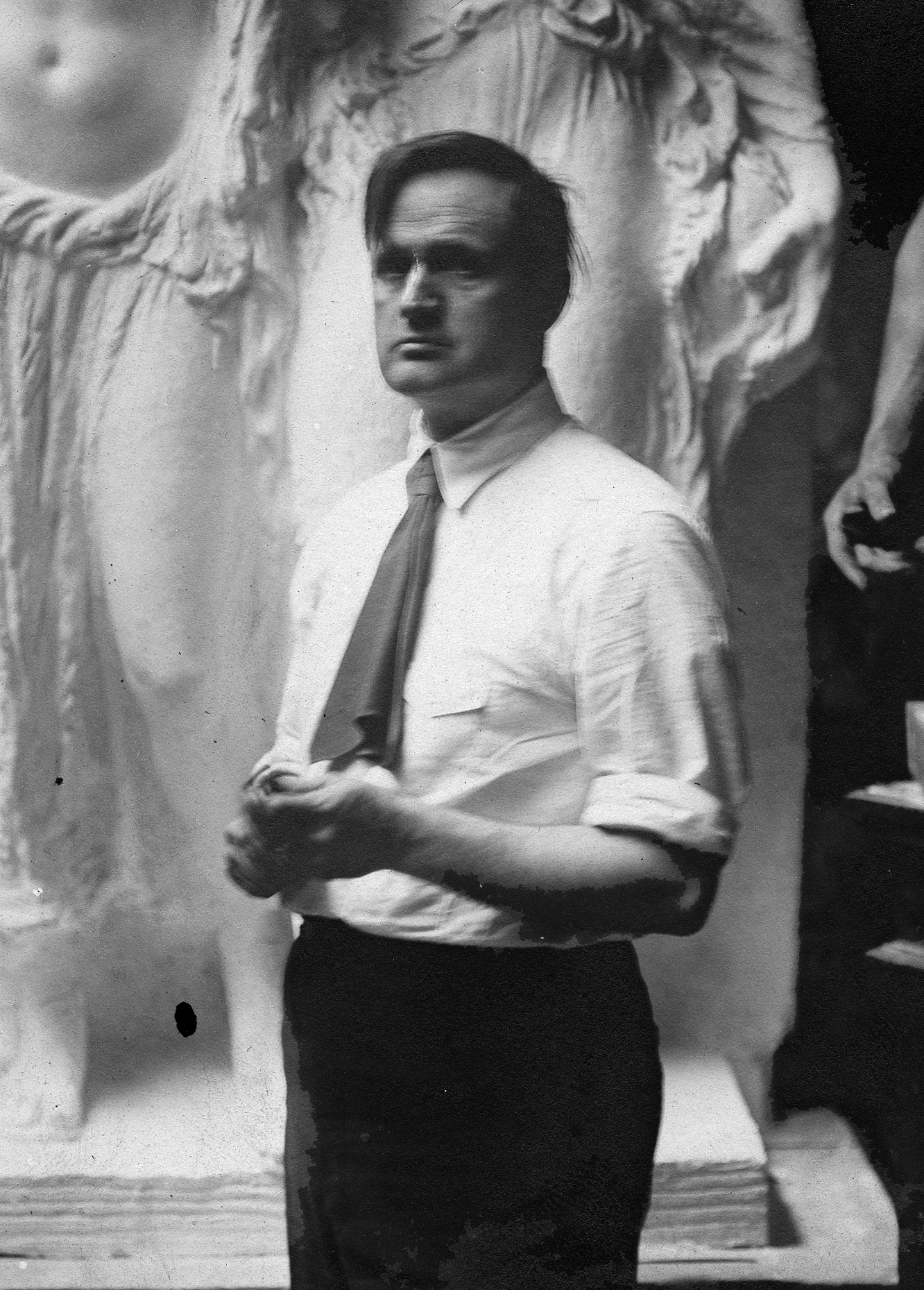
James Earle Fraser (ca. 1920)

James Earle Fraser wurde am 4. November 1876 in der Kleinstadt Winona im US-Bundesstaat Minnesota als Sohn von Thomas Fraser, eines für verschiedene Eisenbahnunternehmen tätigen Ingenieurs, geboren. Wenige Monate vor seiner Geburt wurde sein Vater zusammen mit anderen Männern ausgesandt, um die Überreste des 7th Cavalry Regiment, das am 25. und 26. Juni 1876 bei der Schlacht am Little Bighorn vernichtend geschlagen wurde, einzusammeln. Bereits seine früheste Kindheit verbrachte James Earle Fraser mit seiner Familie an der Frontier, dem Grenzland zu den amerikanischen Ureinwohnern, und hatte dadurch auch frühe Kontakte zur indianischen Kultur, die er in späteren Jahren in viele seiner Arbeiten einfließen ließ. Noch als Kind begann Fraser, als seine Familie gerade in der Nähe von Mitchell in South Dakota lebte, mit der Bildhauerei, als er Figuren aus Kalkstein, den er sich von seinem nahegelegenen Steinbruch besorgte, anfertigte. Ab 1890 besuchte er The School of The Art Institute of Chicago und studierte in weiterer Folge Ende des 19. Jahrhunderts an der École nationale supérieure des beaux-arts de Paris und an der Académie Julian in Paris. Früh in seiner Laufbahn assistierte er dem gebürtigen Deutschen Richard Bock und dem gebürtigen Iren Augustus Saint-Gaudens, ehe er ab dem Jahr 1902 sein eigenes Studio führte. Wenige Jahre später (ab 1906) lehrte er an der Art Students League of New York in New York City und wurde in weiterer Folge auch deren Direktor.

### Der Buffalo Nickel bzw. Indian Head Nickel
Frühe Werke Frasers wurden mitunter bereits auf der World’s Columbian Exposition im Jahre 1893 ausgestellt. Danach entwickelte sich Fraser zu einem der prominentesten US-amerikanischen Bildhauer der ersten Hälfte des 20. Jahrhunderts. Im Jahre 1911 entschied die Taft-Regierung den von Charles E. Barber gestalteten und 1883 in Umlauf gebrachten Nickel mit dem Kopf der Liberty, der Göttin der Freiheit, auf der Vorderseite, durch ein neueres Design zu ersetzen. Aus diesem Grund wandte sich Fraser mit Designvorschlägen an die Verantwortlichen beim Finanzministerium der Vereinigten Staaten. Nachdem er die dortigen Herrschaften überzeugen konnte, wurde Fraser von den Verantwortlichen beauftragt für eine Neugestaltung des 5-Cent-Stückes aufzukommen. Für die Vorderseite der Münze hatte Fraser das Profil eines nach rechts blickenden Indianerkopf gewählt und für die Rückseite einen nach links gewandten Amerikanischen Bison. Verschiedene Indianer sollen Fraser dabei als Modell gedient haben; um wen es sich hierbei genau handelte, ist nicht bekannt, da unter anderem auch Fraser selbst in seinen letzten 40 Lebensjahren nach dem Design der Münze verschiedene Angaben dazu machte und verschiedene Geschichten erzählte. Noch im Dezember 1913 schrieb er, dass er mehrere Porträts von Indianern gemacht hätte und dass die Häuptlinge Iron Tail und Two Moons, sowie ein oder zwei andere Indianer als Modell dienten, er aber ohnehin nicht im Sinn gehabt hätte, ein Porträt auf die Münze zu bringen, sondern lediglich einen gewissen Typ. Bereits am 13. Januar 1912 erging seitens Franklin MacVeaghs, des damaligen Finanzministers, die vorläufige Genehmigung des Entwurfs. Ende Juni 1912 hatte Fraser das Modell des endgültigen Designs fertiggestellt. Die Spezifikationen der neuen Münze wurde daraufhin an diverse Stellen weitergegeben, darunter auch an die Hobbs Manufacturing Company, einem Hersteller von Verkaufsautomaten. Die Verantwortlichen des Unternehmens hatten jedoch, nach einem persönlichen Treffen mit Fraser Anfang November 1912, Befürchtungen, dass die neuen Münzen ihre Automaten blocken könnten.
Fraser gab daraufhin dem Druck des Unternehmens nach und bereitete eine leicht überarbeitete Version der Münze vor, die wiederum vom Finanzminister, mit der Begründung, dass die Änderung das Design beeinträchtige, abgelehnt wurde. Noch am 13. Dezember 1912 warnte George E. Roberts, Direktor der United States Mint, seine Mitarbeiter keine Maßnahmen zur Vorbereitung der Fünf-Cent-Prägung für das Jahr 1913 vorzunehmen, bis die neuen Entwürfe fertig seien, woraufhin am noch am selben Tag die Produktion mit dem Liberty-Head-Design eingestellt wurde. Um die Hobbs Manufacturing Company, von der eine ausführliche Liste der gewünschten Änderungen an der Münze geschrieben wurde, zufrieden zu stellen, wurde Frasers Design geringfügig abgeändert. In einem Schreiben vom 15. Februar 1913 teilte McVeagh, weniger als drei Wochen bevor er sein Amt aufgrund der Einführung der Wilson-Regierung aufgeben musste, mit, dass sich kein anderer Automatenhersteller über das neue Design beschwert hätte, woraufhin er auch gleich den Produktionsstart des neuen 5-Cent-Stücks anordnete. Die umgangssprachlich Buffalo Nickel oder Indian Head Nickel genannte Münze wurde daraufhin bis 1938 ausgegeben, ehe sie durch den sogenannten Jefferson Nickel, nach einem Design von Felix Schlag, ersetzt wurde. Frasers Design erhält noch heute, über 100 Jahre nach seiner Veröffentlichung, Anerkennung und findet unter anderem bei der Prägung von Gedenkmünzen oder der seit 2006 geprägten 24-Karat-Anlagegoldmünze American Buffalo Verwendung.

### End of the Trail und weitere bedeutende Werke

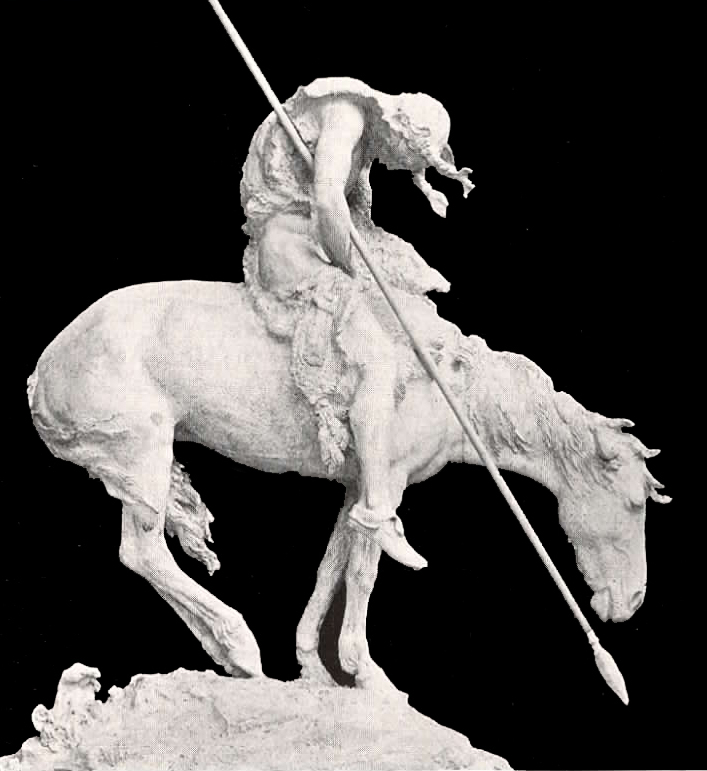
Gipsversion von End of the Trail

Nachdem Fraser bereits im Jahre 1893 das Motiv erstmals modelliert hatte und damit an der École nationale supérieure des beaux-arts de Paris mit einem Preis samt Preisgeld ausgezeichnet worden war, gelangte es durch die Schaffung einer großen Gipsversion des Werks für die Panama-Pacific International Exposition in San Francisco im Jahre 1915, bei der es unter anderem mit Gold ausgezeichnet wurde, zu größerer Bekanntheit. Bald darauf wurden Drucke und Fotos der Statue in Umlauf gebracht, was zu einer noch größeren Popularität von End of the Trail beitrug. Als die Ausstellung zu Ende ging, war Bronze für das Gießen von Statuen aufgrund des Ersten Weltkriegs nicht verfügbar, weshalb die Gipsskulptur in eine Schlammgrube in Marina Park, in der Nähe des Ausstellungsortes, geworfen wurde. Ab 1918 verkaufte Fraser schließlich zwei große Bronzeexemplare des Motivs; 1919 wurde auch die Gipsversion aus der Schlammgrube gerettet und im Mooney Grove Park, in der Nähe von Visalia, Kalifornien, aufgestellt. Da es im Mooney Grove Park unter freiem Himmel stand und im Laufe der Jahre den Witterungsbedingungen ausgesetzt war, kam es im Jahre 1968 zu einem Erwerb der Gipsskulptur durch das National Cowboy & Western Heritage Museum in Oklahoma City im US-Bundesstaat Oklahoma. Die Verantwortlichen des Museums ließen die Skulptur restaurieren und stellten sie im Eingangsbereich des Museums, wo sie heute (Stand: 2018) noch zu sehen ist, aus. Am vorangegangenen Ausstellungsort im Mooney Grove Park wurde an die Stelle, an der einst die Gipsskulptur stand, eine Replika aus Bronze aufgestellt. Die originale Bronze-Replika der Statue steht heute im Shaler Park in Waupun, Wisconsin. Der Erfinder und Bildhauer Clarence Addison Shaler kaufte sie 1926 und schenkte sie der Stadt Waupun in einer feierlichen Übergabe am 23. Juli 1929. Am 29. August 1980 erfolgte die Aufnahme der Waupuner Statue ins National Register of Historic Places.
Zu Frasers weiteren wichtigen Arbeiten zählen die Skulpturen The Authority of Law und The Contemplation of Justice vor dem Gebäude des United States Supreme Courts, der Südgiebel und die Skulpturen vor dem in den Jahren 1933 bis 1935 nach Plänen von John Russell Pope errichteten Gebäude des National Archives, die Skulpturen von Alexander Hamilton und Alber Gallatin vor dem Gebäude des United States Treasury oder das Second Division Monument, das Fraser in Zusammenarbeit mit dem Unternehmen des bereits erwähnten Architekten John Russell Pope plante. Zu seinen weiteren Auftragsarbeiten zählen verschiedene Münzen und Medaillen, wie die World War I Victory Medal oder das Navy Cross, die beide im Jahre 1919 offiziell eingeführt wurden.
Weitere herausragende Skulpturen Frasers sind unter anderem The Arts of Peace aus dem Ensemble The Arts of War and The Arts of Peace, wobei Bildhauer Leo Friedlander das Pendant The Arts of War schuf. Die bronzenen und feuervergoldeten Statuen am Lincoln Memorial Circle im West Potomac Park, einer Parkanlage in Washington, D.C., gehören zum Ensemble des East and West Potomac Parks Historic District und sind als solche seit dem 30. November 1973 im National Register of Historic Places eingetragen. Ebenso zum East and West Potomac Parks Historic District zählt das John Ericsson National Memorial, das Jahrzehnte davor in Zusammenarbeit zwischen James Earle Fraser und dem Architekten Albert Randolph Ross entstanden war. Zahlreiche weitere Werke Frasers sind heute ebenfalls, sei es als Einzelobjekt oder als Teil eines Ensembles, im National Register of Historic Places gelistet.
Zu Lebzeiten war Fraser Mitglied der National Academy of Design, der National Sculpture Society, sowie der Architectural League of New York. Darüber hinaus erhielt er zahlreiche Auszeichnungen und Ehrungen, darunter die Wahl in das National Institute of Arts and Letters im Jahr 1915 oder eine Goldmedaille der Architectural League im Jahre 1925. Von 1920 bis 1925 fungierte er in der United States Commission of Fine Arts.
Am 11. Oktober 1953 starb Fraser 76-jährig in der Stadt Westport im US-Bundesstaat Connecticut und wurde am dortigen Willowbrook Cemetery beerdigt. Seine Ehefrau Laura Gardin Fraser, ebenfalls eine Bildhauerin, mit der er seit 1913 verheiratet war, überlebte ihn um knapp 13 Jahre und starb am 13. August 1966 im Alter von 76 Jahren. Der Nachlass des Ehepaares liegt heute (Stand: 2018) am Special Collections Research Center der Bibliothek der Syracuse University, den von der Smithonian Institution betriebenen Archives of American Art und dem National Cowboy & Western Heritage Museum auf.

## Galerie (Auswahl)

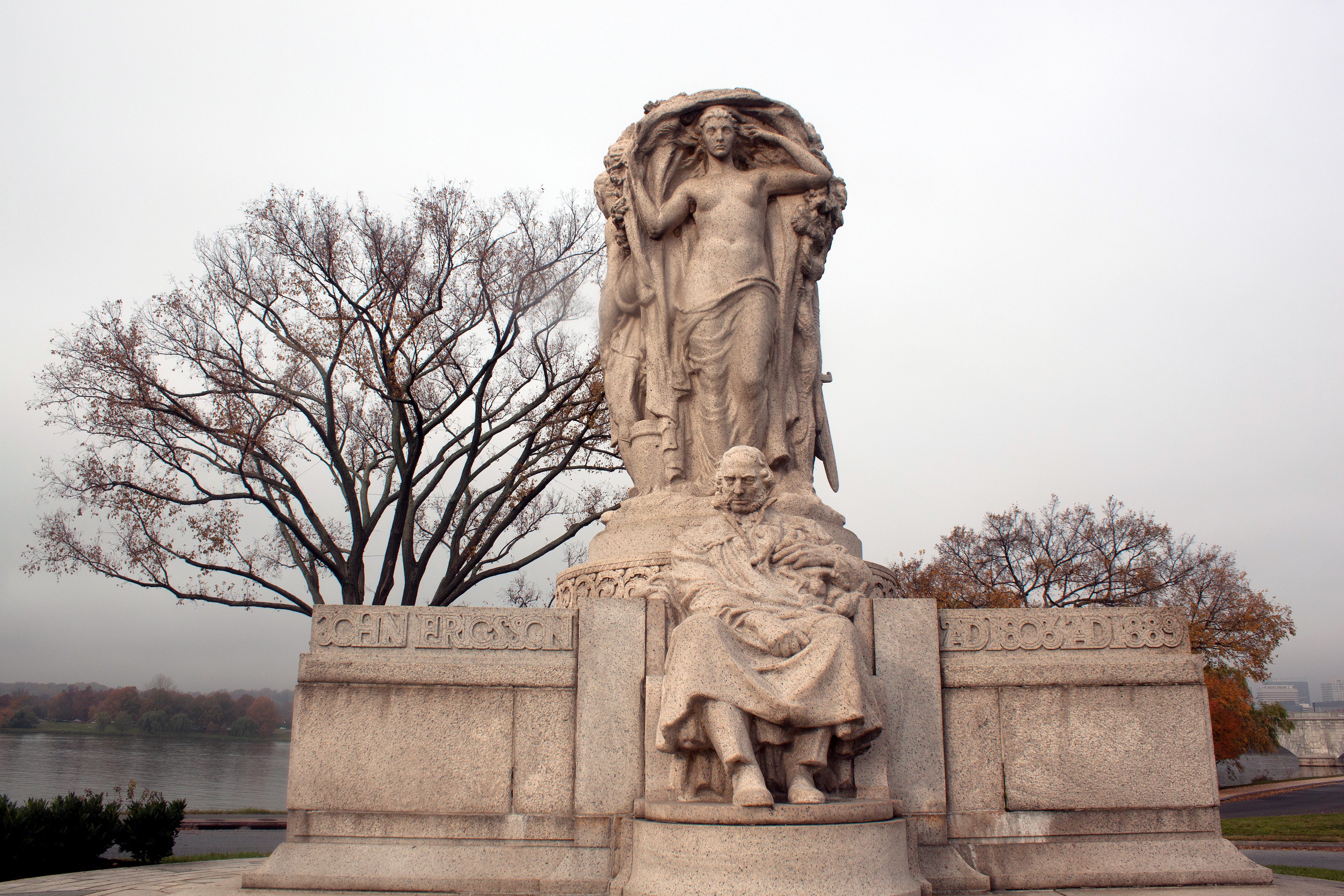
John Ericsson National Memorial (1916)
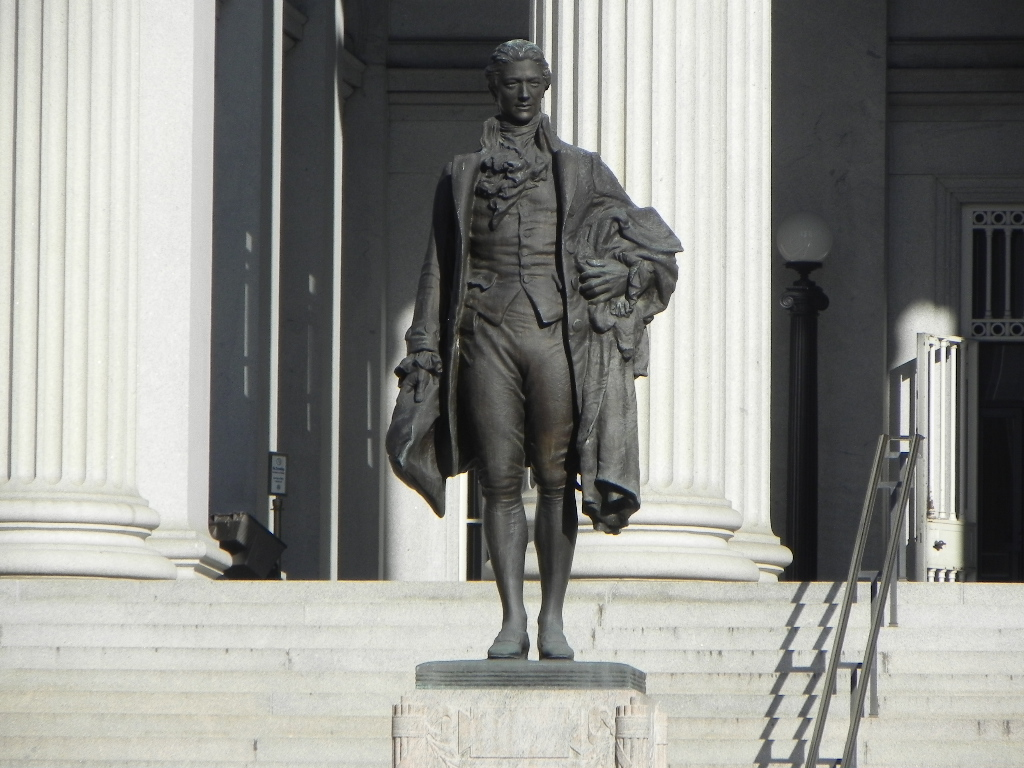
Alexander Hamilton (1923)
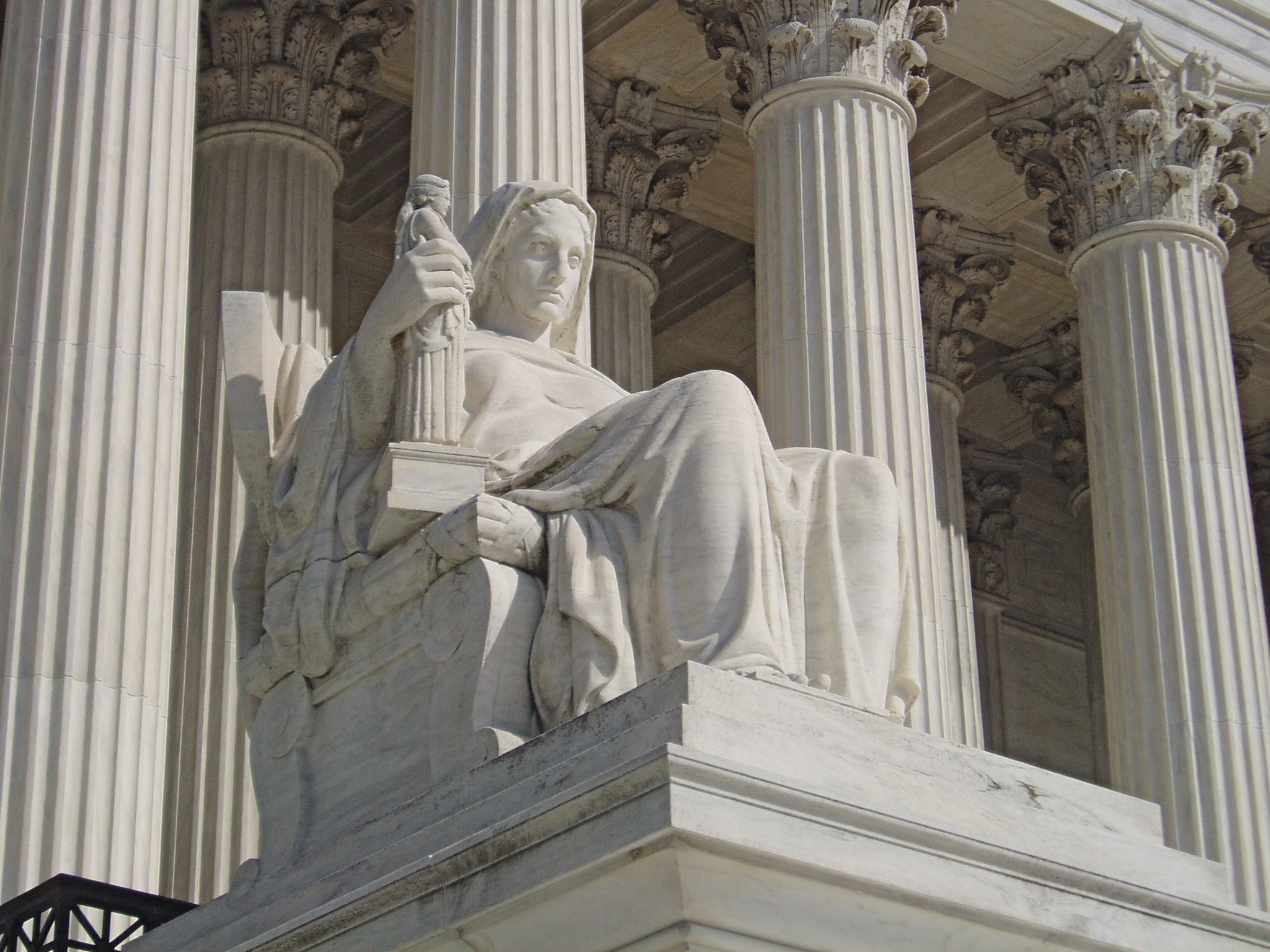
The Contemplation of Justice (1935)
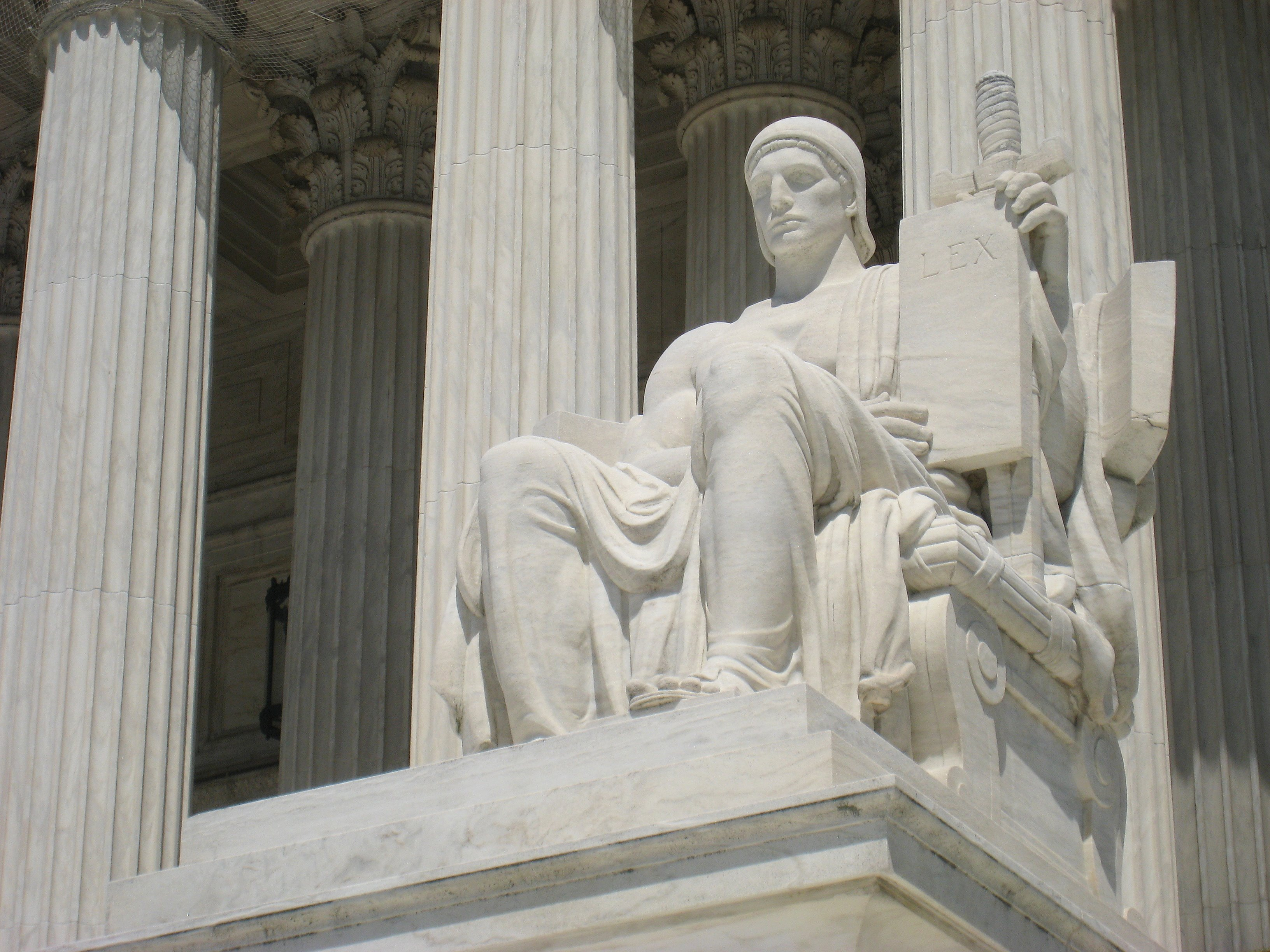
The Authority of Law (1935)
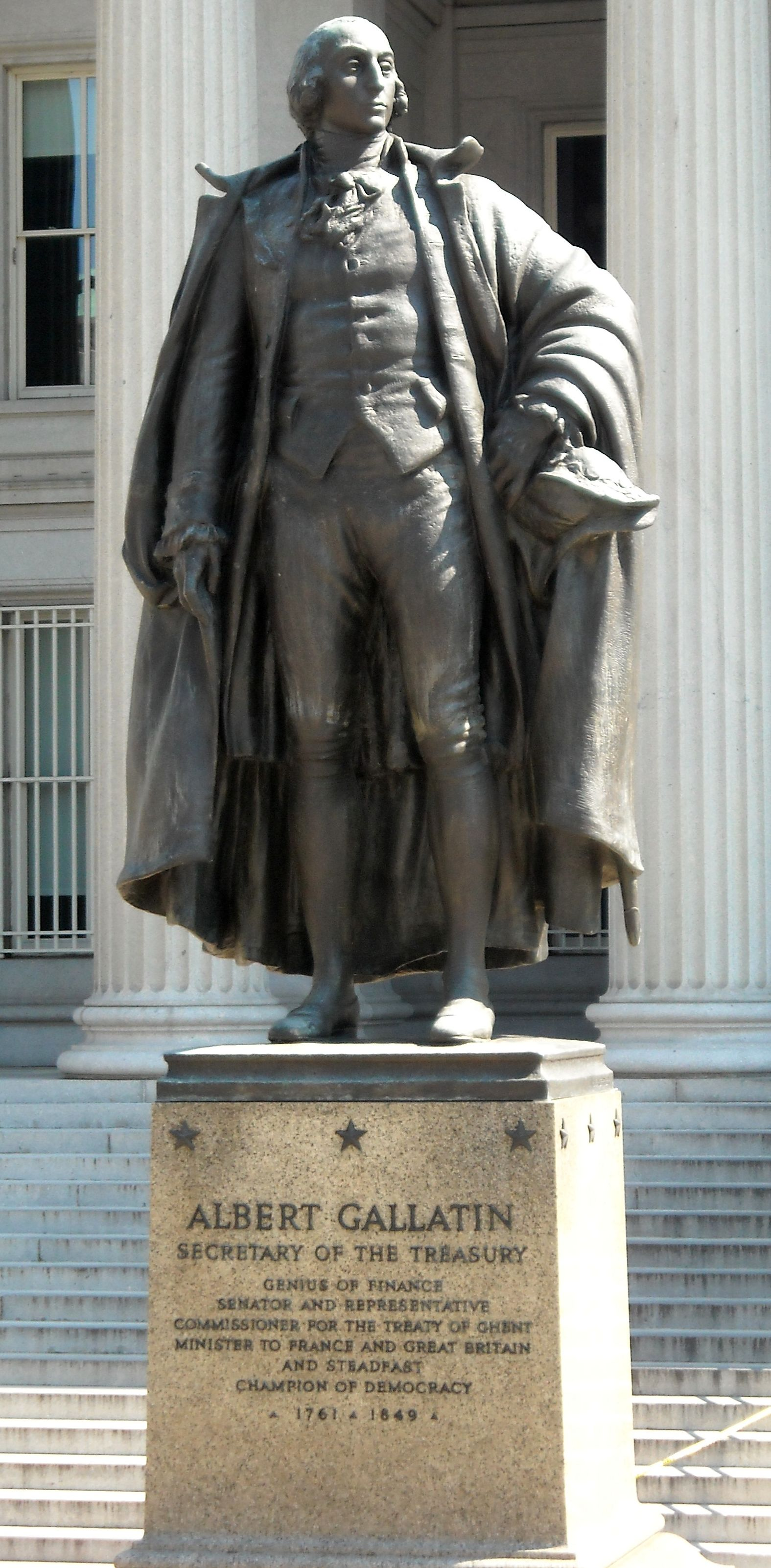
Albert Gallatin (1941/47)
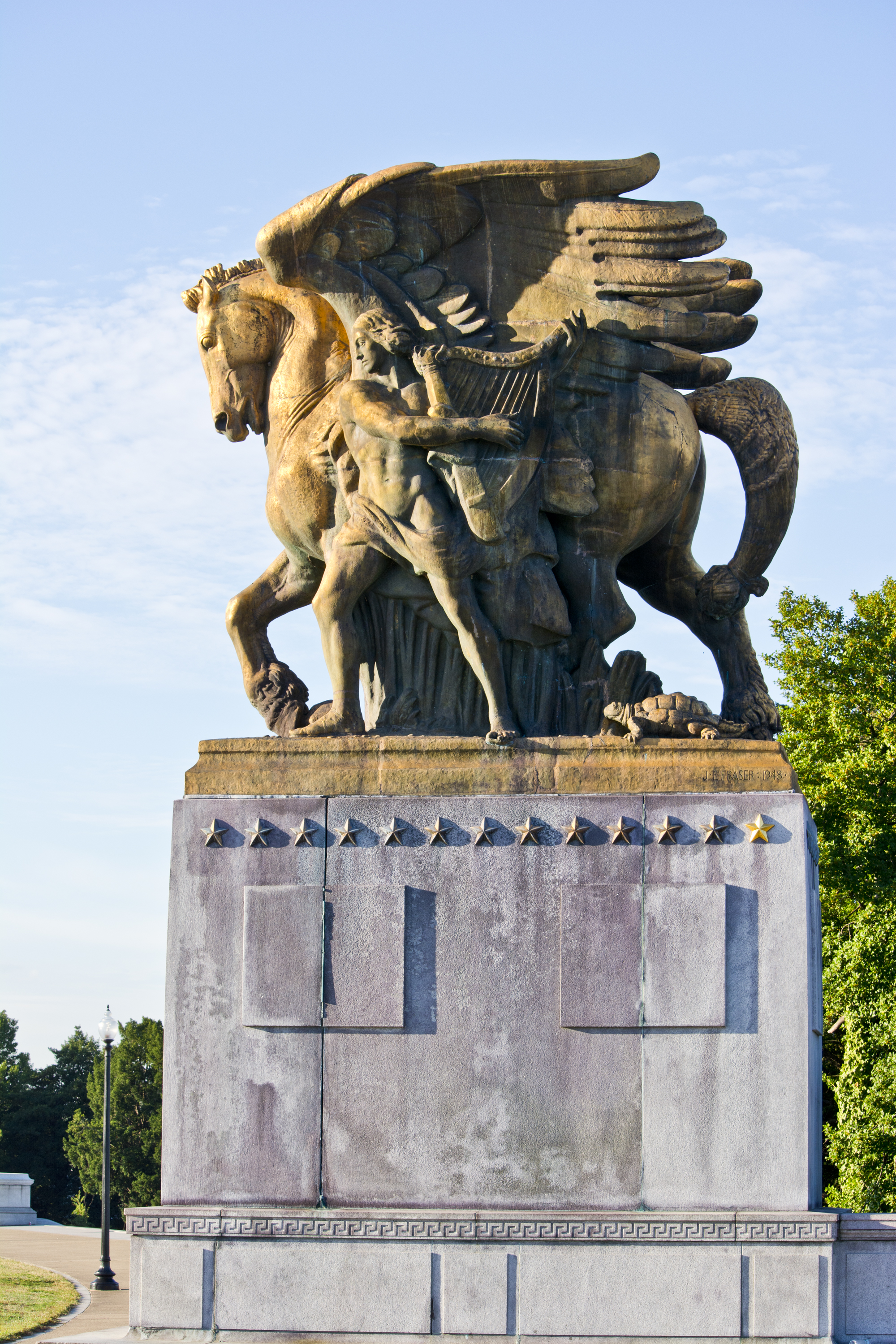
The Arts of Peace (offizielle Enthüllung: 1951)